# Romániai albánok
A romániai albánok romániai kisebbség, számuk a 2002-ben tartott népszámlálás szerint 520 fő, de a becslések kb. 10 000 főről szólnak. Fele Bukarestben lakik, a többiek a nagyobb városokban, például Temesváron, Jászvásáron, Konstancán és Kolozsváron. A legtöbbjük az albán ortodox egyház tagja, őseik Korça környékéről származnak (Albánia délkeleti részéről).
Mivel hivatalosan elismert kisebbség, az albánoknak egy képviselőjük van a román parlamentben, akinek a Romániai Albánok Ligája adja a mandátumot.

## Történetük

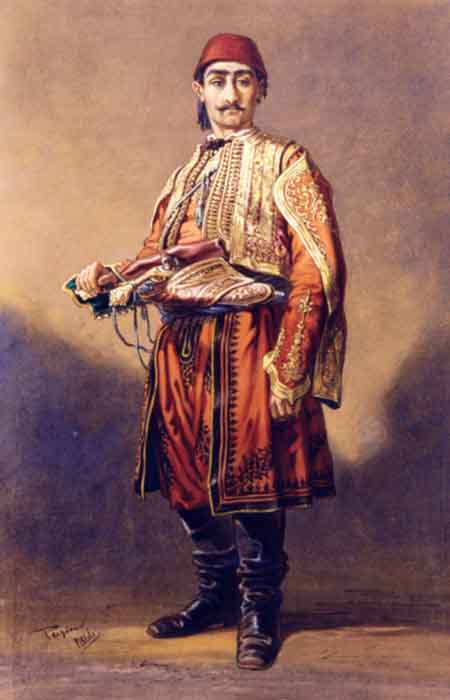
Havasalföldi albán (Amadeo Preziosi akvarellje, 1866 körül)

Az első feljegyzés az albánok havasalföldi jelenlétéről Vitéz Mihály idejéből származik: a Habsburg-kormányzat egy erdélyi jelentésében említették, hogy több mint 15 ezer albán kapott letelepedési jogot Havasalföldön. A Prahova megyei Florești községhez tartozó Călinești falu volt az egyik településük, ahogy az kitűnik egy Simion Movilă által kiállított okmányból. A bukaresti albán közösség első említését 1628-ból ismerjük.
Moldvában az albán származású Vasile Lupu moldvai fejedelem lett 1634-ben.
Az albán közösség számban és jelentőségben is gyarapodott a fanarióták korában, amikor nagyszámú albán emigráns boltot nyitott több vásárban és faluban, vagy a havasalföldi uralkodók és bojárok testőrségében szolgáltak. A nevük ekkor arbănași,  arvaniți vagy arnăuți volt (a török arnavut szóból).
Az oszmán birodalombeli albán nemzeti mozgalom, az albán nemzeti újjászületés (Rilindja Kombëtare) megjelent Havasalföldön is, amely az albán nemzeti művelődési kezdeményezések egyik központjává vált, olyan személyiségek által mint Dora d'Istria, Naum Veqilharxhi (az első albán ábécéskönyv szerzője, amelyet Bukarestben nyomtattak 1844-ben) és Jani Vreto (az 1886-ban felállított bukaresti albán nyomda megszervezője). A Romániában élő Aleks Stavre Drenova költötte az albán nemzeti himnuszt (Hymni i Flamurit). A himnusz dallama a Pe-al nostru steag e scris Unire című román hazafias dal, Ciprian Porumbescu szerzeménye.
A kommunista rendszer alatt az albán közösség sorsa is rosszra fordult, 1953-tól kezdve megszüntették kulturális egyesületeiket. Az 1989-es román forradalom után visszanyerték jogaikat, de a magukat albánnak vallók száma drámaian csökkent 1920-hoz képest.

## Híres romániai albánok és albán származású románok
- Ghica család
  - Helena Ghica vagy ismertebb nevén Dora d’Istria (1828–1888) albán származású román írónő
  - Albert Ghica (1868–1925) albán származású román író, 1913-ban neve felmerült az Albán Fejedelemség trónvárományosai között.
- Naum Veqilharxhi (1797–1846) albán jogász, publicista, 1819-től élt Romániában.
- Visar Dodani (1857–1939) albán publicista, költő, 1880-tól Bukarestben élt, a helyi albánok politikai életének egyik fő szervezője volt.
- Pandeli Evangjeli (1859–1949) albán politikus, diplomata, Albánia négyszeres miniszterelnöke, középiskolái elvégzését követően Bukarestben élt 1912-ig.
- Ibrahim Temo (1865–1939) oszmán-albán politikus, orvos, 1893-tól kisebb-nagyobb megszakításokkal Romániában élt, 1920–1922-ben a szenátus képviselője volt.
- Mihal Grameno (1871–1931) albán szabadságharcos, publicista, 1885-től az 1900-as évekig élt Romániában.
- Aleks Stavre Drenova (1872–1947) albán költő, publicista, 1885-től élt Romániában.
- Dhimitër Beratti (1886–1970) albán politikus, diplomata, gyerekkorát és ifjúságát Romániában töltötte, a bukaresti albánok képviseletében vett részt az Albánia függetlenségét kikiáltó 1912-es vlorai nemzetgyűlésen.
- Victor Eftimiu (1889–1972) albániai születésű, aromán származású költő, drámaíró, 1913-tól élt Romániában.
- Vangjush Mio (1891–1957) albán festő, 1908-tól 1920-ig élt Romániában, ott nyílt első kiállítása is.
- Gjergj Bubani (1899–1954) albán író, újságíró, ifjúkorától 1936-ig élt Bukarestben és Konstancában.
- Lasgush Poradeci (1899–1987) albán költő, tartósan 1921 és 1924 között élt Romániában.
- Mitrush Kuteli (1907–1967) albán író, 1931 és 1942 között élt Romániában.
- Kristaq Antoniu (1907–1979) romániai albán operaénekes, 1935-től Albániában élt.

## Fordítás
Ez a szócikk részben vagy egészben  az   Albanezii din România című román Wikipédia-szócikk fordításán alapul.  Az eredeti cikk szerkesztőit annak laptörténete sorolja fel. Ez a jelzés csupán a megfogalmazás eredetét és a szerzői jogokat jelzi, nem szolgál a cikkben szereplő információk forrásmegjelöléseként.

## Külső hivatkozások
- "Albanezii" (Az albánok)
- Romániai Albánok Ligája Egyesület[halott link]